# Muntenii de Jos
Muntenii de Jos là một xã thuộc hạt Vaslui, România. Dân số thời điểm năm 2002 là 3846 người.